# ローデッド (ヴェルヴェット・アンダーグラウンドのアルバム)
『ローデッド』（Loaded）は、1970年に発表されたアメリカのロックバンド、ヴェルヴェット・アンダーグラウンドの4枚目のスタジオ・アルバム。結成以来の中心メンバーだったルー・リードが在籍中に録音された最後のスタジオ・アルバムとなった。
『ローリング・ストーン』誌が選んだ「歴代最高のアルバム500選」において242位に選ばれている。

## 解説
リードはこれまでのアルバムと同様、メイン・ソングライターとして全曲を作詞・作曲したが、収録曲10曲のうち4曲のリード・ヴォーカルをダグ・ユールに委ねている。
モーリン・タッカー はドラムとしてクレジットされているが、彼女は妊娠中でレコーディングには殆ど参加しておらず、実際にドラムを叩いたのはユール、ユールの弟ビリー・ユールと数人のスタジオ・ミュージシャンである。
本作は1970年4月から8月までに録音され、11月にアトランティック・レコードの子会社であるコティリオン・レコードから発表された。リードは録音終了の直後に開始されたツアーの途中で失踪し、本作が発表される前に脱退した。

## 収録曲
作詞・作曲はルー・リードによる。
| #  | タイトル                                      | 作詞 | 作曲・編曲 | 時間 |
| -- | --------------------------------------------- | ---- | ---------- | ---- |
| 1. | 「フー・ラヴズ・ザ・サン」(Who Loves the Sun) |      |            | 2:50 |
| 2. | 「スウィート・ジェーン」(Sweet Jane)          |      |            | 3:55 |
| 3. | 「ロックン・ロール」(Rock & Roll)             |      |            | 4:47 |
| 4. | 「クール・イット・ダウン」(Cool It Down)      |      |            | 3:05 |
| 5. | 「ニュー・エイジ」(New Age）)                 |      |            | 5:20 |

| #         | タイトル                                                 | 作詞  | 作曲・編曲 | 時間 |
| --------- | -------------------------------------------------------- | ----- | ---------- | ---- |
| 1.        | 「ヘッド・ヘルド・ハイ」(Head Held High)                 |       |            | 2:52 |
| 2.        | 「ロンサム・カウボーイ・ビル」(Lonesome Cowboy Bill)     |       |            | 2:48 |
| 3.        | 「アイ・ファウンド・ア・リーズン」(I Found a Reason)     |       |            | 4:15 |
| 4.        | 「トレイン・ラウンド・ザ・ベンド」(Train Round the Bend) |       |            | 3:20 |
| 5.        | 「オー・スウィート・ナッシン」(Oh! Sweet Nuthin')        |       |            | 7:23 |
| 合計時間: | 合計時間:                                                | 40:35 |            |      |

## パーソネル
ヴェルヴェット・アンダーグラウンド
- ルー・リード (Lou Reed) - リード・ボーカル、リズムギター、ピアノ
- ダグ・ユール (Doug Yule) - ベース、ピアノ、オルガン、リードギター、アコースティックギター、ドラム、パーカッション、バック・ボーカル、リード・ボーカル (「フー・ラヴズ・ザ・サン」「ニュー・エイジ」「ロンサム・カウボーイ・ビル」「オー・スウィート・ナッシン」)[注釈 1]
- スターリング・モリソン (Sterling Morrison) - リードギター、リズムギター、バック・ボーカル
- モーリン・タッカー (Maureen Tucker) - ドラム ※クレジットのみ[注釈 2]。

参加ミュージシャン
- エイドリアン・バーバー (Adrian Barber) - ドラム (「フー・ラヴズ・ザ・サン」)
- トミー・カスタグナロ (Tommy Castagnaro) - ドラム ( 「クール・イット・ダウン」「ヘッド・ヘルド・ハイ」)
- ビリー・ユール (Billy Yule) - ドラム (「ロンサム・カウボーイ・ビル」「オー・スウィート・ナッシン」)